# Ginger (バンド)
ginger（ジンジャー）は、島根県松江市発のスリーピースロックバンド。メンバーは、ながたなおや(Gt./Vo.)、奏(Ba.)、なかもとせりか(Dr./Cho.)の3人。

## 概要
2018年４月結成。ポップでありロックであり可愛くてかっこよく、汚いも純粋も鳴らしたいスリーピースバンド。
2022年２月1日で解散を発表。

## メンバー
- Gt./Vo. ながたなおや
- Ba. 奏
- Dr./Cho. なかもとせりか

## 経歴

### 2018年
4月バンド結成。同年8月、「マドンナ」が“サウンドエース和田”CM曲に起用される。9月には初のCDである1st single 「ginger」を発売。

### 2019年
2月、1st e.p. 「疲れたなら甘えればいいのに」発売。3月にはOfficial髭男dismなどを輩出した エフエム山陰「HondaCars 島根中央 Presents V-air あまばん」にてグランプリを獲得。4月、FM802、エイベックス等主催「GIANT LEAP 2019」において1st PRIZEに選出される。8月には「WILD BUNCH FEST. 2019」に出演。ステージは Off the Lip Stage であった。12月、2nd single 「愛を探して」発売、エフエム山陰 12月パワープレイ楽曲に選出される。

### 2020年
2月、タワーレコード渋谷店、梅田NU茶屋町店 タワクルコーナーにて「愛を探して」販売される。また、「MUSIC MONSTER -2020 winter-」に出演。4月 エフエム山陰にて、冠ラジオ番組「疲れたなら甘えればいいのに」スタート。7月、フジテレビジョン系「Love music」の「come music」コーナーにて紹介される。また同月より3か月連続デジタルリリース発表し第1弾「産声」をリリース。タワーレコード「タワクルコーナー」に渋谷、梅田、名古屋に加えて福岡、仙台も参加。8月、日本海テレビジョン放送「24時間テレビ」内にてライブ出演。3ヵ月連続デジタルリリース第2弾「最終」をリリース。9月、全国オンラインサーキットフェス「NIPPON CALLING」に出演。日本海テレビ「オンガクお嬢」にゲスト出演。3ヵ月連続デジタルリリース第3弾「春のうちに」をリリース。10月、「最終」がTSK「かまいたちの掟」エンディング曲に起用。

### 2021年
1月、島根県「いいけん、島根県」プロジェクト内「しまねのふふふっ」タイアップに採用。
4月、3rd single「灯りをつけて」発売。タワーレコード各店舗で販売される。

## ライブ
- 「WILD BUNCH FEST.2019」  Off the Lip Stage 出演 (2019.08.25)

## 出演
- ラジオ
  - エフエム山陰「疲れたなら甘えればいいのに」毎週水曜日18:30～18:55
  - エフエム山陰「あまばん」(2019.01.27)
  - エフエム山陰「ガッツ da レディオ！」 (2019.02.05)
  - エフエム山陰「あまばん」(2019.03.31)
  - エフエム山陰「GO-!EVENING!」(2019.04.16)
  - FM802「RADIO ∞ INFINITY」(2019.05.10)
  - エフエム山陰「GO-!EVENING!」(2019.07.31)
  - エフエム山陰「あまばん」(2019.10.06)
  - エフエム山陰「GO-!EVENIG!」(2019.11.07)
  - エフエム山陰「SUN-IN MUSIC FILE」(2019.11.23)
  - エフエム山陰「GO-!EVENING!」(2020.01.07)
  - エフエム山陰「新局社からLIVEでお届けオープンラジオステーションエフエム山陰」(2020.02.24)
  - エフエム山陰「GO-!EVENING!」(2020.02.24)
  - エフエム山陰「SUN-IN MUSIC FILE」(2020.08.29)
  - エフエム山陰「GO-!ENENING!」(2020.09.16)
  - エフエム山陰「SUN-IN MUSIC FILE」(2020.09.26)
  - ダラズFM「あほでバンザイ」(2021.01.04)
  - エフエム山陰「いいけん、島根県 ginger特別パワープレイ」21:55～22:00 (2021年3月の毎日)
  - エフエム山陰「SUN-IN MUSIC FILE」(2021.03.27)
  - エフエム山口「COZINESS」(曲紹介)　(2021.04.08)
  - 山陰放送(BSSラジオ)「Mポイント」今週のおすすめの1曲 (2021.04.12-16)

- テレビ
  - 山陰中央テレビジョン放送(TSK)「ヤッホー！」(2019.04.27)
  - TSK「ヤッホー！」(2019.07.31)
  - TSK「ヤッホー！」(2020.01.25)
  - フジテレビジョン系「Love music」(2020.07.13)
  - 山陰ケーブルビジョン(マーブルテレビ)「We can do it！」(2020.08.08)
  - TSK「ヤッホー！」(2020.08.15)
  - 日本海テレビジョン放送「24時間テレビ」(2020.08.23)
  - 日本海テレビ「オンガクお嬢」(2020.09.13)
  - TSK「ヤッホー！」(2020.09.19)
  - TSK「かまいたちの掟」エンディング曲『最終』(2020.10～2021.3)
  - TSK「ヤッホー！」(2021.11.07)
  - TSK「おはミュー」「ナイトミュージック」(2021.11)
  - 中海テレビ「#こんなバンド知らなかった」(2021.01.01)
  - マーブルテレビ「ニューイヤー夢駅伝」(2021.01.02)
  - TSK「ヤッホー！」(2021.04.03)
- 新聞　
  - 山陰中央新報(2020.06.17)
  - 山陰中央新報(2020.09.18)　　　
  - 山陰中央新報(2021.03.21)
  - 宮古新報(2021.04.05)